# Cyrtandra ochroleuca
Cyrtandra ochroleuca är en tvåhjärtbladig växtart som beskrevs av Brian Laurence Burtt. Cyrtandra ochroleuca ingår i släktet Cyrtandra och familjen Gesneriaceae. Inga underarter finns listade i Catalogue of Life.